# Piràmide d'Unas
La piràmide d'Unas és una piràmide construïda pel faraó Unas, el darrer de la dinastia V, a Saqqara. És una de les més petites de l'Imperi antic, però és molt coneguda perquè tenia gravats 128 signes màgics al text de la piràmide a les cambres subterrànies. El seu nom original fou "Els llocs de culte d'Unas són bonics", i al dia d'avui està molt malmesa i és només una pila de pedres prop de la piràmide esglaonada de Djoser. Encara que Unas va governar per molts anys (uns trenta), la piràmide és reduïda potser perquè l'economia del país estava en crisi.

## Calçada
La calçada, que no és recta sinó que fa dos girs, porta cap al corredor. Les pedres de la calçada foren utilitzades per a la reconstrucció de la tomba dels dos germans (Niankhkhnum i Khnumhotep). Al sud de la calçada, hi havia 45 estructures de pedra blanca que probablement tenien barques de fusta.
Passant pel granit rosa de la calçada, s'arriba a una entrada pavimentada d'alabastre amb relleus pintats amb ofrenes als déus; segueix el pati obert, que tenia 18 columnes de granit que ja no hi són, i van ser reutilitzades a Tanis (són ara al Louvre i al Museu Britànic). A cada costat hi ha magatzems.

## Temples
Des d'aquí, per diverses entrades, es passa a la piràmide de culte, al temple mortuori i a una capella de cinc nínxols, elements dels quals no queda res. L'antecambra està també destruïda i porta a la cambra de les ofrenes de la qual queda poca cosa. També a cada costat hi ha magatzems.
Una petita piràmide de culte és a l'esquerra, entrant del temple mortuori; aquesta piràmide mesurava uns 7 metres.

## Estructura
La piràmide, rodejada d'un mur amb un pati de separació, tenia sis nivells de blocs de pedra fina blanca cada vegada més petits. L'estructura subterrània és similar a la de Djedkare, amb l'entrada sota la capella del nord.

## Cambra

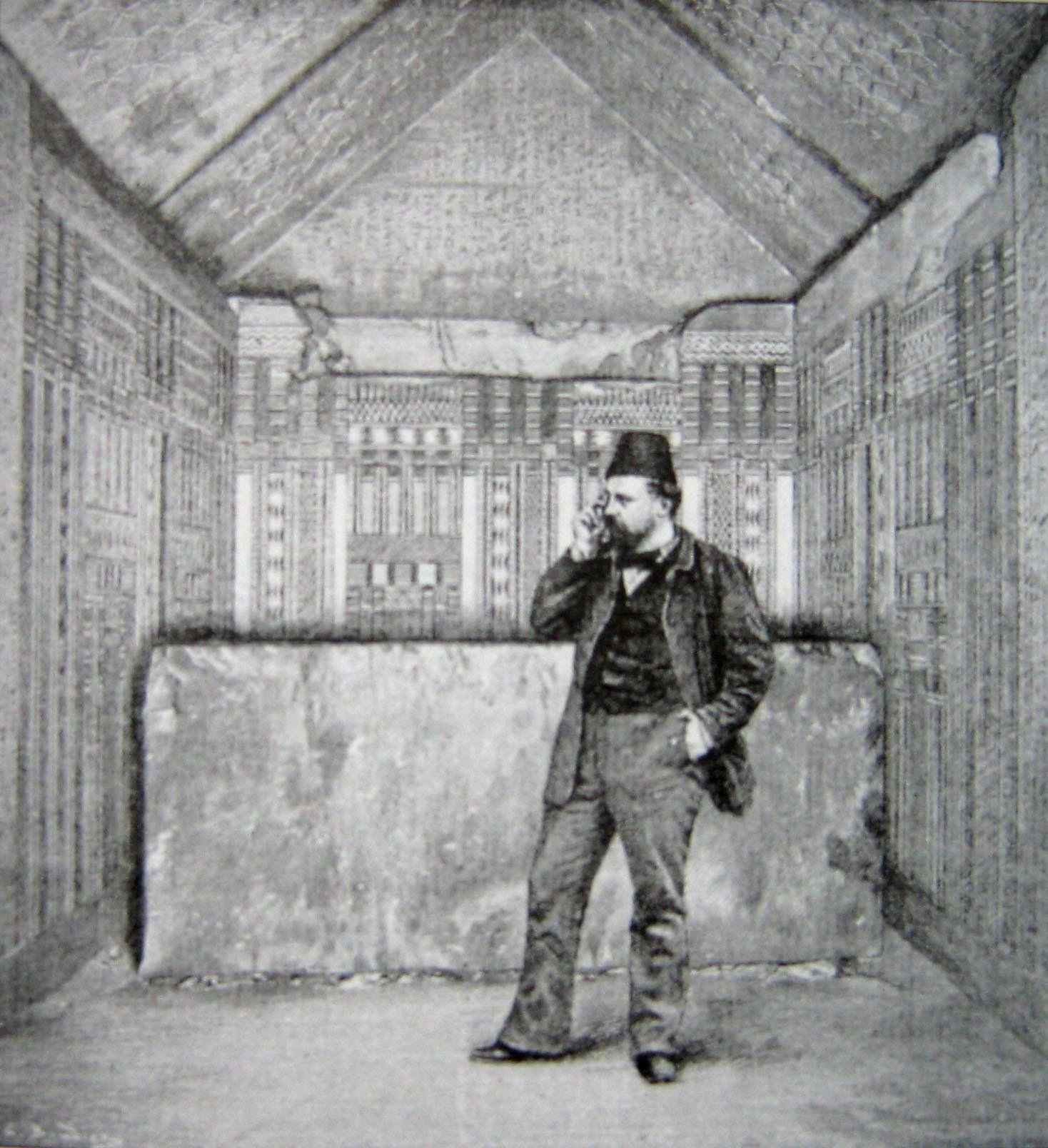
Gaston Maspero dins la cambra funerària de la piràmide d'Unas

A l'interior, hi ha corredors que porten a l'antecambra i a la cambra d'enterrament, tot pintat amb estels grocs amb fons blau. El text de la piràmide està escrit en baixos relleus pintats en color turquesa a la part oest de la cambra d'enterrament; la paret oest està coberta d'alabastre pintat amb blanc, negre, groc, blau i roig, els cinc colors de la façana del palau reial.
Es creu que, dins de les inscripcions de la tomba d'Unas, també hi ha algunes línies d'un dialecte semític, escrit en alfabet egipci i que inclou l'evidència més primerenca de la llengua escrita semita.

## Treballs d'arqueologia
Fou explorada per Perring, Lepsius i Maspero. Aquest darrer la va examinar el 1881 i el 1899, Alexandre Barsanti, a petició de Maspero. La va investigar fins al 1901, excavant el temple mortuori i altres estructures. L'excavació fou seguida per Firth el 1929, fins que va morir el 1931, i la va seguir Lauer el 1936 fins al 1939, i després Hassain, Goneim i Hussan, arqueòlegs egipcis, fins al 1949. Els anys setanta, fou excavada per l'egipci Ahmad Musa.
Fou Gaston Maspero qui va descobrir l'entrada a les cambres el 1881, on es va trobar amb els singulars textos de les parets de la cambra; aquests, juntament amb altres trobats a les piràmides properes, són ara coneguts com els Textos de les Piràmides. Dins la piràmide, no es va trobar quasi res, una cistella canòpica a terra, algunes restes de la mòmia reial i dos ganivets.